# NGC 2698
NGC 2698 је лентикуларна галаксија у сазвежђу Хидра која се налази на NGC листи објеката дубоког неба.
Деклинација објекта је - 3° 11' 3" а ректасцензија 8h 55m 36,4s. Привидна величина (магнитуда) објекта NGC 2698 износи 12,6 а фотографска магнитуда 13,5. NGC 2698 је још познат и под ознакама MCG 0-23-12, CGCG 5-30, PGC 25067.